# Topacio (telenovel·la)
Topacio és una telenovel·la veneçolana produïda i transmesa en 1985 per la cadena RCTV. És una adaptació, en color, de la telenovel·la Esmeralda, de l'escriptora cubana Delia Fiallo, que va fer la cadena Venevisión en 1971.
Va ser protagonitzada per Grecia Colmenares i Víctor Cámara, i amb les participacions antagòniques de Chony Fuentes, Alberto Marín i Nohely Arteaga.

## Argument
En 1965, Aurelio, un ric hisendat, espera el naixement d'un fill, però Blanca, la seva esposa, li dona una filla que sembla que ha nascut morta. Només que ell mai ho sabrà, ja que entre la llevadora Domitila i la nana Eulalia canvien a la nena morta pel fill nounat d'un peó, que acaba de quedar orfe.
Jorge Luis és criat amb totes les comoditats i luxes i és portat a Caracas perquè realitzi els seus estudis de medicina. En canvi, aquella nena que semblava morta en néixer en realitat estava viva, però completament cega. La nena va rebre el nom de Topacii per les arrecades de topazi que va rebre Domitila com a pagament pels seus serveis de llevadora. Topacio es cria com un animal salvatge en la muntanya fins que el Dr. Martín Buitrago la pren sota la seva protecció i l'educa amb l'únic propòsit de convertir-la en la seva esposa quan sigui adulta. A causa de la seva ceguesa, Topacio ignora que Martín va quedar desfigurat en salvar-la d'un incendi en la barraca on vivia amb Domitila i s'ha obsessionat amb ella.
Jorge Luis arriba al poble després de 20 anys d'absència i coneix Topacio. Malgrat estar compromès amb la seva cosina Yolanda, malcriada i possessiva, Jorge Luis s'enamora de Topacio. Aurelio, en adonar-se, intenta separar-los, però ells es casen. Mentrestant, la nana Eulalia ha reconegut les arracades de Topacio com les que va usar per pagar els serveis de la llevadora. Blanca llavors s'assabenta que la cega és la seva veritable filla.
D'altra banda, Yolanda s'enamora d'un peó anomenat Evelio, però la seva mare, Hilda, que és cunyada d'Aurelio, l'obliga a seguir amb Jorge Luis, perquè les dues estan en la ruïna i només els queda el camí de casar-se amb ell per a mantenir la seva condició social.
Jorge Luis trenca el seu compromís amb Yolanda per a anar-se definitivament amb Topacio a la capital d'amagat, però quan la buscarà troba Martín, qui li fa creure que Topacio ha tingut relacions amb ell encara que ha estat per força. Jorge Luis ja no vol res amb la pobre Topacio, a la que abandona per casar-se amb Yolanda. Aquesta ha de renunciar a Evelio, però la passió pot més i es continuen veient d'amagat.
Aurelio, que no està disposat a tolerar que el seu fill pugui trobar-se amb Topavio d'amagat, li dona diners a la jove perquè marxi per sempre. Topacio arriba a Caracas i allí coneix al Dr. Andrade, especialista en Oftalmologia, qui s'enamora profundament d'ella, es converteix en el seu protector i l'opera. Gràcies a ell, Topacio recupera la vista i comença a estudiar Infermeria.
Topacio comença a treballar en el mateix hospital que el Dr. Andrade, però allí també ha ingressat com a metge resident Jorge Luis. En un primer moment, Topacio no el reconeix (perquè mai va veure el seu rostre), però aviat el reconeix per la veu i el rebutja; davant aquesta nova situació, Topacio se sincera amb el Dr. Andrade i li explica tot sobre el seu passat. Yolanda, que tem perdre Jorge Luis, avisa Martín sobre el parador de Topacio. Comença així una terrible i obsessiva persecució que només portarà sofriment i dolor a la jove.
Posteriorment, Jorge Luis descobreix que Yolanda li ha estat infidel amb Evelio (ara capatàs de la hisenda) i que el fill que espera és d'ell. Topacio, qui no ha deixat d'estimar Jorge Luis, sí que espera un fill d'ell, però la seva vida perilla, perquè Martín ha jurat acabar amb tots, especialment amb aquest nen que està per néixer.
Blanca, plena de pors pels perills que corre Topacio, no suporta més la culpa i li confessa tota la veritat al seu marit. Al principi, Aurelio no dona crèdit a la informació, però s'omple de remordiments davant totes les maldats que va cometre en contra de Topacio i decideix protegir-la i reconèixer-la com la seva filla. Jorge Luis aviat s'assabenta també del seu veritable origen, la qual cosa l'omple d'incertesa i confusió, i poc després té un accident en el qual queda cec.
Topacio torna a la hisenda, però Jorge Luis no vol saber res d'ells; no obstant això, ella el convenç que també torni, a més, per a conèixer al seu fill, que ja ha nascut.

## Repartiment
- Grecia Colmenares - Topacio Sandoval
- Víctor Cámara - Jorge Luis Sandoval
- Amalia Pérez Díaz - Domitila "Mamá Tila"
- Carlos Márquez - Don Aurelio Sandoval
- Cecilia Villarreal - Doña Blanca de Sandoval
- Henry Zakka - Dr. Daniel Andrade
- Mahuampi Acosta - Doña Eulalia "Lala"
- Carlos Cámara Jr. - Cirilo "El Bobo"
- Jeannette Rodríguez - Yolanda Sandoval
- Pedro Lander - Evelio Mercedes Montero
- Alberto Álvarez - Índio Caraballo
- Nohely Arteaga - Valeria Rangel
- Arturo Calderón - Tío Fermín
- Carolina Cristancho - Judith
- Zoe Ducós - Sor Piedad
- Freddy Escobar - Dr. Humberto Guzmán
- Lino Ferrer - Alberto
- Chony Fuentes - Hilda Vda. de Sandoval
- Alberto Marín - Dr. Martín Buitriago
- Rosario Prieto - Doña Pura
- Lourdes Valera - Violeta Montero
- Carlos Villamizar - Don Concepción Montero
- Carlos Montilla - Rafaelote
- Carlos Fraga - Jairo
- Olga Rojas - Yumara "La Bruja"
- Soraya Sanz - Coralina
- Sebastián Falco - Jairo
- Zuleima González - Purita Josefina
- Ileana Jacket - Carmen Julia
- América Barrios - Doña Hortensia Vda. de Andrade
- Dante Carlé - Dr. Francisco Rangel
- William Bracamonte - Dr. Estrada
- Petite Kutlesa - Petit
- William Cartaya - Felix
- Juan Frankis - Don Nicomedes
- Pablo Gil - Don Crisancho Vargas
- Martha Pabón - Esther
- Miguel Alcántara - Dr. Víctor Pérez
- Pedro Espinoza - Lic. Joaquín Machado
- Lourdes Medrano - Doctora
- Kiko Fonseca - Sacerdote
- Julio Capote - Dr. Peralta
- Carlos Flores - Recepcionista Hotel
- Humberto Tancredi - Dr. Salazar
- Reina Hinojosa - Nelly
- Gledys Ibarra - Paciente
- Dalila Colombo - Zoila
- Osvaldo Paiwa - Dr. Fuentes
- Johnny Carvajal - Pediatra
- Jenny Noguera - Cachita
- Bárbara Mosquera - Ligia Salazar
- Lucía Goncalves

## Versions
- Esmeralda (1970), produïda per Venevisión (Veneçuela) de la mà de José Enrique Crousillat, dirigida per Grazio D'Angelo i protagonitzada per Lupita Ferrer i José Bardina.

- Esmeralda (1997), produïda per Televisa de (Mèxic) de la mà de Salvador Mejía, dirigida per Beatriz Sheridan i protagonitzada per Leticia Calderón i Fernando Colunga. Aquesta entre les telenovel·les llatinoamericanes més venudes en el món.

- Esmeralda (2004-2005), produïda per SBT (Brasil) de la mà de Carmen Busana, dirigida per Jacques Lagôa, Henrique Martins i Luiz Antônio Piá i protagonitzada per Bianca Castanho i Claudio Lins.

- Sin tu mirada, feta per Televisa en 2017, produïda per Ignacio Sada Madero, protagonitzada per Claudia Martín i Osvaldo de León.